# Eupithecia rosalia
Eupithecia rosalia är en fjärilsart som beskrevs av Butler 1882. Eupithecia rosalia ingår i släktet Eupithecia och familjen mätare. Inga underarter finns listade i Catalogue of Life.